# Philipp Jacob Hornung
Philipp Jacob Hornung (geboren um 1654 in Augsburg; gestorben nach 1727)  war ein deutscher Goldschmied. Er nutzte zwei Marken; einen in einem Schild nach links steigenden Löwen sowie das Meisterzeichen aus den Initialen PH in einem liegenden Oval, wobei ein Punkt über dem linken H-Strich für den Buchstaben I stand.

## Leben
Philipp Jacob Hornung siedelte „etwa 1677“ nach Hannover über. Er war zwei Mal verheiratet. Mit seiner ersten Ehefrau hatte er 1680, 1682 und 1686 Töchter, wobei Conrad Holling 1686 Pate bei der Taufe stand. Unterdessen war 1684 ein Sohn, der später in Hildesheim tätige Meister Joachim Albrecht Hornung, in der Calenberger Neustadt getauft worden.
1689 hatte Hornung drei lebende Söhne, aber nur noch eine Tochter. Der auch als „der Goldschmidt hinter der Kirchen“ Bezeichnete bewohnte im Alter von 36 Jahren das Haus Am Berge, Haus Nummer 149, hinter der Neustädter Hof- und Stadtkirche St. Johannis. Zeitgleich beschäftigte er den damals 22-jährigen Hans David Hornung als Gesellen.
Nach dem Tod seiner ersten Frau heiratete Hornung am 31. Mai 1699 Katharina Heidewig Scharenberg, geborene Gieseke in Rethem, Witwe des Predigers Scharenberg.
Im Jahr 1707 heiratete Hornungs Tochter Catharina Dorothea den Johann oder Johan Christoph Wildt, Sohn des an der alten Nikolaikirche in Hamburg tätigen Informators Johan Bernhard Wildt.
1707 war Hornung „wohlbenahmter Bürger und Goldarbeiter, auch Kirchenvorsteher“ in der Calenberger Neustadt.

## Bekannte Werke
- um 1691: Oblaten-Dose mit getriebenem Akantuswerk, im Jahr 1691 gestiftet von den beiden Frauen Anna Sophie von Lüderitz und Frau von Sewisch; erhalten in Hohne bei Celle[2]
- undatiert: Oblatendose, bezeichnet „Joh. Friderich Retörph“; Hemmendorf bei Hameln[2]
- ohne Datum: Kelch in barocken Formen, gestiftet von dem Kammerrat von Mansberg; Rühle bei Holzminden[2]
- Treibarbeit für die von Tommaso Giusti entworfenen Prunksärge der Clara Elisabeth von Platen und des Franz Ernst von Platen; die Särge sind nur noch als Kupferstiche sowie als s/w-Fotos erhalten[3]